# Chirotica alayoi
Chirotica alayoi là một loài tò vò trong họ Ichneumonidae.